# 小嶋宝素 (小説)
『小嶋宝素』（こじま ほうそ）は、森鷗外の短編小説で、正式な表記は『小嶋寶素』。

## 概要
江戸幕府の医官である小島尚質（号は宝素）の伝記で、『東京日日新聞』『大阪毎日新聞』に1917年10月14日から10月28日まで連載された。
『渋江抽斎』『伊澤蘭軒』に続く鷗外の医家史伝であり、小嶋宝素および子の抱沖（春沂）・瞻淇（春澳）の古書校讎の功績を記す動機で書かれた。鷗外は先立つ『渋江抽斎』において「陸實が新聞『日本』に澀江抽齋の略傳を載せた時、誤つて寶素を小島成齋とし、抱沖を成齋の子としたが、今に迨るまで誰もこれを匡さずにいる」と指摘している。

## 主な新版
- 『鴎外歴史文学集 第四巻』解題 須田喜代次・小泉浩一郎、岩波書店、2001年
- 『栗山大膳／渋江抽斎　森鴎外全集6』解説 田中美代子、ちくま文庫、1996年

## 内容
| 1-5 | -享和3       | -1803     | 前書き。先祖。宝素生から家継まで。       |
| 6   | 享和3-文化13 | 1803-16   | 献薬登城。山本氏と婚嫁。                 |
| 7   | 文化14-文政7 | 1817-24   | 山本氏没。一色氏と再婚。妹与左没。       |
| 8   | 文政12-天保6 | 1829-35   | 抱沖生。日光准后宮に付従。徳川家斉診察。 |
| 9   | 天保7-弘化2  | 1836-45   | 将軍代替。瞻淇生。徳川家定奥医師。       |
| 10  | 弘化3-安政1  | 1846-54   | 医学館世話役。宝素没。                   |
| 11  | 安政2-安政4  | 1855-57   | 一色氏没。抱沖塙氏に寄寓。               |
| 12  | 安政4-明治31 | 1857-98   | 抱沖没。抱沖の妻猶没。                   |
| 13  | 安政5-明治33 | 1858-1900 | 瞻淇没。瞻淇の妻定没。                   |